# Vostok 3
Vostok 3 (rusko Восток-3, Vzhod 3) je bil del sovjetskega vesoljskega programa Vostok. Vostok 3 in Vostok 4 so izstrelili drugega za drugim z enodnevno razliko. Prvič sta bili dve plovili naenkrat v krožnici okoli Zemlje. Tako so se lahko nadzorniki poletov naučili, kako ravnati v takšnih primerih.
Vostok 3 so izstrelili 11. avgusta 1962 in je ponesel edinega kozmonavta Andrijana Grigorijeviča Nikolajeva. Nikolajev je poročal o vtirjenju Vostoka 4 nedaleč od njegovega položaja. Kozmonavta sta se po radiu tudi prvič pogovarjala. Nikolajev je posnel barvni film s pogledom na Zemljo.
Prvi nadomestni kozmonavt odprave je bil Valerij Fjodorovič Bikovski, drugi nadomestni pa Boris Valentinovič Volinov.
| Predhodna odprava: Vostok 2 | Program Vostok | Naslednja odprava: Vostok 4 |